# Becky Ann Baker
Becky Ann Baker (de soltera Gelke) es una actriz estadounidense. Es conocida por sus papeles de Jean Weir en la serie de comedia dramática de NBC Freaks and Geeks (1999-2000) y Loreen Horvath en la serie de comedia dramática de HBO Girls (2012-2017), la última de las cuales obtuvo dos nominaciones a los Premios de la Crítica Televisiva Nominaciones y una nominación al Premio Primetime Emmy .
Los créditos cinematográficos de Baker incluyen Jacob's Ladder (1990), In & Out (1997), A Simple Plan (1998), Stay (2005), Nights in Rodanthe (2008), Hope Springs (2012), Table 19 (2017), The Half of It (2020) y Holler (2020).

## Primeros años
Becky Ann Gelke nació en Fort Knox, Kentucky, hija de un oficial militar. Se graduó de West Springfield High School en Springfield, Virginia y de Western Kentucky University.

## Carrera
Los créditos cinematográficos de Baker incluyen Blue Steel, Jacob's Ladder, Lorenzo's Oil, Unstring Heroes, Sabrina, White Squall de Ridley Scott, Hombres de negro, In & Out, Celebrity de Woody Allen, A Simple Plan de Sam Raimi (para la cual recibió una nominación al premio Blockbuster Entertainment), Two Weeks Notice, La guerra de los mundos de Steven Spielberg, Stay, The Night Listener, Death of a President y Spider-Man 3.
Obtuvo su papel en Freaks and Geeks después de que el creador de la serie Paul Feig y Judd Apatow vieran su actuación en A Simple Plan de Sam Raimi. "Eso realmente influyó en su decisión de intentar utilizarme porque no tenía mucha experiencia televisiva", dijo. Además de Freaks and Geeks, sus créditos televisivos incluyen La tormenta del siglo de Stephen King y apariciones como invitada en L. A. Law, Frasier, Star Trek: Voyager, Sex and the City, Law & Order: Special Victims Unit, Oz y All My Children.
Baker, una consumada intérprete de teatro, hizo su debut en Broadway en la producción de 1981 de The Best Little Whorehouse in Texas y recibió un premio Drama-Logue en 1994 por su trabajo en Night and Her Stars. Es miembro fundador de la compañía de teatro con sede en Nueva York The Drama Dept.
En 2009, apareció en la serie Kings de NBC, interpretando el papel secundario de Jessie Shepherd, madre del protagonista David Shepherd. Su marido en la vida real, Dylan Baker, interpretó al antagonista William Cross en la serie.

## Vida personal
Baker ha estado casada con el actor Dylan Baker desde 1990. Ellos tienen una hija.

## Filmografía

### Películas
| Año  | Título                  | Papel                            | Notas        |
| ---- | ----------------------- | -------------------------------- | ------------ |
| 1985 | The Protector           | Samantha Alexander               |              |
| 1986 | Agent on Ice            | Sra. Donnelli                    |              |
| 1988 | Full Moon in Blue Water | Dorothy                          |              |
| 1989 | Blue Steel              | Enfermera #1                     |              |
| 1990 | Come See the Paradise   | Marge McGurn                     |              |
| 1990 | Jacob's Ladder          | Enfermera                        |              |
| 1992 | That Night              | Sra. Bell                        |              |
| 1992 | Lorenzo's Oil           | Secretaria de Pellerman          |              |
| 1995 | Unstrung Heroes         | Sra. Harris                      |              |
| 1995 | Sabrina                 | Linda                            |              |
| 1996 | White Squall            | Sra. Boyde                       |              |
| 1996 | I'm Not Rappaport       | Enfermera                        |              |
| 1997 | Bad Bosses Go to Hell   | Arquitecta jefa                  | Cortometraje |
| 1997 | Hombres de negro        | Sra. Redgick                     |              |
| 1997 | In & Out                | Darlene                          |              |
| 1998 | Celebrity               | Doris                            |              |
| 1998 | A Simple Plan           | Nancy Chambers                   |              |
| 1999 | The Confession          | Enfermera Jeannine Carrounbois   |              |
| 2002 | Two Weeks Notice        | Mujer de RV                      |              |
| 2005 | La guerra de los mundos | Voluntaria de ayuda en desastres |              |
| 2005 | Tracks                  | 'Frizzy'                         | Cortometraje |
| 2005 | Stay                    | Paramédico #1 / Butch Cook       |              |
| 2006 | The Night Listener      | Camarera                         |              |
| 2006 | Gretchen                | Lori Finkle                      |              |
| 2006 | Death of a President    | Eleanor Drake                    |              |
| 2007 | Spider-Man 3            | Sra. Stacy                       |              |
| 2008 | Spinning Into Butter    | Ruby                             |              |
| 2008 | Nights in Rodanthe      | Dot                              |              |
| 2012 | Hope Springs            | Cora                             |              |
| 2012 | The Discoverers         | Mary                             |              |
| 2013 | 23 Blast                | Patty Wheatley                   |              |
| 2015 | The End of the Tour     | Gerente de Librería              |              |
| 2017 | Table 19                | Carol Milner                     |              |
| 2018 | The Chaperone           | Lois                             |              |
| 2019 | After Class             | Mary                             |              |
| 2020 | The Half of It          | Sra. Geselschap                  |              |
| 2020 | Holler                  | Linda                            |              |
| 2022 | Alone Together          | Jan                              | [ 6 ]        |
| 2024 | Jackpot                 | —                                |              |

### Televisión
| Año       | Título                                  | Papel                    | Notas                                            |
| --------- | --------------------------------------- | ------------------------ | ------------------------------------------------ |
| 1988      | In the Line of Duty: The F.B.I. Murders | Carol Ann                | Película de televisión                           |
| 1990      | She Said No                             | Gail                     | Película de televisión                           |
| 1992      | L.A. Law                                | Melinda Garrett          | Episodio: "Beauty and the Breast"                |
| 1995      | Frasier                                 | Marge                    | Episodio: "Frasier Grinch"                       |
| 1996      | The Siege at Ruby Ridge                 | Elizabeth                | Película de televisión                           |
| 1996      | Star Trek: Voyager                      | Guía de rituales         | Episodio: "Sacred Ground"                        |
| 1998      | Soul Man                                | Margo                    | Episodio: "Little Black Dress"                   |
| 1999      | Storm of the Century                    | Ursula Godsoe            | Miniserie                                        |
| 1999–2000 | Freaks and Geeks                        | Jean Weir                | 18 episodios                                     |
| 2000      | Wonderland                              | Dra. Reeples             | Episodio: "Pilot"                                |
| 2001      | Sex and the City                        | Betsy                    | Episodio: "My Motherboard, My Self"              |
| 2002      | The Education of Max Bickford           | Kathryn                  | Episodio: "Money Changes Everything"             |
| 2002      | Law & Order: Special Victims Unit       | Sra. Brice               | Episodio: "Juvenile"                             |
| 2002      | Law & Order                             | Susan Simels             | Episodio: "Oxymoron"                             |
| 2003      | Oz                                      | Greta                    | Episodio: "Exeunt Omnes"                         |
| 2004–2005 | Life As We Know It                      | Amanda Conner            | 4 episodios                                      |
| 2005      | The Exonerated                          | Abogada defensora        | Película de televisión                           |
| 2005      | Law & Order                             | Carolyn Walters          | Episodio: "House of Cards"                       |
| 2006      | Conviction                              | Deborah Cole             | Episodio: "Downhill"                             |
| 2007      | All My Children                         | Marj Luper               | 3 episodios                                      |
| 2009      | Important Things with Demetri Martin    | La madre del vengador    | Episodio: "Power"                                |
| 2009      | Kings                                   | Jessie Shepherd          | 7 episodios                                      |
| 2010      | The Electric Company                    | Natalie McNally          | Episodio: "Bananas"                              |
| 2010      | Mercy                                   | Gianna                   | Episodio: "There Is No Superwoman"               |
| 2010      | Nurse Jackie                            | Elaine                   | Episodio: "What the Day Brings"                  |
| 2012      | A Gifted Man                            | Mary Polanco             | Episodio: "In Case of a Bolt from the Blue"      |
| 2012      | Smash                                   | Sra. Cartwright          | Episodio: "Pilot" Episodio: "Enter Mr. DiMaggio" |
| 2012–2016 | The Good Wife                           | Alma Hoff                | 3 episodios                                      |
| 2012–2017 | Girls                                   | Loreen Horvath           | Recurring; 20 episodios                          |
| 2013      | Person of Interest                      | Erica Schmidt            | Episodio: "Proteus"                              |
| 2013      | Elementary                              | Pam                      | Episodio: "Snow Angels"                          |
| 2014      | Mind Games                              | Cathy Steward            | Episodio: "Asymmetric Dominance"                 |
| 2014      | Black Box                               | Eileen Giordano          | Episodio: "Emotion"                              |
| 2014      | Law & Order: Special Victims Unit       | Vivienne Patton          | Episodio: "Forgiving Rollins"                    |
| 2015      | Gotham                                  | Marge                    | Episodio: "Everyone Has a Cobblepot"             |
| 2015      | Madam Secretary                         | Frieda Schulz            | Episodio: "Spartan Figures"                      |
| 2015      | Last Week Tonight with John Oliver      | Deborah                  | Episodio: "Bail"                                 |
| 2016      | Crisis in Six Scenes                    | Lee                      | 2 episodios                                      |
| 2017      | Doubt                                   | Eloise Kirk              | Episodio: "Pilot"                                |
| 2017      | Unbreakable Kimmy Schmidt               | Stacey                   | Episodio: "Kimmy Googles the Internet!"          |
| 2017      | The Night Shift                         | Lily Alister             | Episodio: "Turbulence"                           |
| 2017      | NCIS: New Orleans                       | Paula Boyd               | Episodio: "Rogue Nation"                         |
| 2017–2022 | The Good Fight                          | Alma Hoff                | 3 episodios                                      |
| 2018–2019 | Brockmire                               | Jean Brockmire Glasscock | 4 episodios                                      |
| 2019      | The Blacklist                           | Roberta Wilkins          | 6 episodios                                      |
| 2019      | Younger                                 | Bronwyn Madigan          | 2 episodios                                      |
| 2019      | Big Little Lies                         | Marylin Cipriani         | 3 episodios                                      |
| 2020      | Little America                          | Sra. Wren                | Episodio: "The Manager"                          |
| 2020      | Manhunt                                 | Patricia Rudolph         | 2 episodios                                      |
| 2020      | Katy Keene                              | June Kelly               | Episodio: "Chapter Two: You Can't Hurry Love"    |
| 2020      | Hunters                                 | Juanita Kreps            | 4 episodios                                      |
| 2020      | Council of Dads                         | Abuela                   | 2 episodios                                      |
| 2020      | Little Voice                            | Elaine                   | 2 episodios                                      |
| 2020      | Social Distance                         | Carolyn Currier          | Episodio: "Humane Animal Trap"                   |
| 2021      | New Amsterdam                           | Gwen Bennett             | 5 episodios                                      |
| 2021      | Billions                                | Brenda                   | 2 episodios                                      |
| 2022      | Would I Lie to You?                     | Ella misma               | Episodio: "Show Goat"                            |
| 2022      | The Resort                              | Jan Knowlston            | Recurrente                                       |
| 2023      | Ted Lasso                               | Dottie Lasso             | Episodio: "Mom City"                             |
| 2024      | The Girls on the Bus                    | Norah McCarthy           | 2 episodios                                      |

| Año       | Título                              | Papel                     |
| --------- | ----------------------------------- | ------------------------- |
| 1978–1982 | The Best Little Whorehouse in Texas | Varios                    |
| 1982      | The Best Little Whorehouse in Texas | Doatsey Mae               |
| 1988      | Un tranvía llamado Deseo            | Eunice Hubbell            |
| 1990      | The Colorado Catechism              | Donna                     |
| 1994      | Durang/Durang                       | Ma / Wanda                |
| 1995      | Laura Dennis                        | Lena Abernathy            |
| 1997–1999 | Titanic                             | Charlotte Cardoza         |
| 1998      | June Moon                           | Lucille                   |
| 1998–1999 | The Most Fabulous Story Ever Told   | Jane                      |
| 2001      | Los monólogos de la vagina          | N/A                       |
| 2001      | Otelo                               | Emilia                    |
| 2003      | Shanghai Moon                       | Sra. Carroll/Sir Geoffrey |
| 2004      | Assassins                           | Sara Jane Moore           |
| 2006      | The House in Town                   | Jean Eliot                |
| 2006–2007 | De repente, el último verano        | Sra. Holly                |
| 2008–2009 | Todos eran mis hijos                | Sue Bayliss               |
| 2009      | The Torch-Bearers                   | Sra. Ritter               |
| 2011      | Good People                         | Jean                      |
| 2012      | Merrily We Roll Along               | Mary Flynn                |
| 2012      | Assassins                           | Sara Jane Moore           |
| 2012–2013 | The Great God Pan                   | Cathy                     |
| 2013      | La comedia de las equivocaciones    | Abbess                    |
| 2015      | Barbecue                            | Lillie Anne               |
| 2015      | Dear Elizabeth                      | Elizabeth                 |
| 2016      | Peer Gynt                           | La Madre                  |
| 2017      | The Hairy Ape                       | La tía de Mildred         |
| 2018      | Cardinal                            | Nancy Prenchel            |